# Битка за Негуш (1804)
Вижте пояснителната страница за други значения на Битка за Негуш.
Битката за Негуш (на гръцки: Μάχη της Νάουσα) е дълга обсада от 1804 година, в която силите на Али паша Янински, които се опитват да овладеят град Негуш. Сражението завършва с успех на частите на Али паша.

## Предистория
Епирският отцепник Али паша Янински, овладял цялата територия между Енидже Вардар и Бистрица с градовете Воден и Бер, се опитва в 1795 година да овладее града, но негушани успяват да го отблъснат в голямо сражение. В 1798 година второ сражение отново завършва с успех за негушани, но след него те решават да признаят властта на Али паша.
В 1803 година обаче архонтът на града Зафиракис Теодосиу влиза в личен конфликт със сина на Али паша Вели, който се опитва да спи с жена му. Направен е неуспешен опит да се убие Вели в село Шел, след което и Негуш и Али паша започват да се готвят за нова война.

## Подготовка
Зафиракис се опитва да потърси помощ от властите в Солун и от Кизлар ага в Цариград. Ремонтират стените, на кулите се поставят денонощни постови, събират се храни, оръжия и барут. Зафиракис изплаща и забавените данъци за четири години на валията в Солун с цел да получи някаква помощ от държавата, но такава не пристига.
Али паша, от своя страна, поучен от двата си предходни военни неуспеха срещу Негуш, спира всичките си военни кампании се заема единствено с подготовката и организирането на нова кампания срещу града.

## Обсада
В началото на януари 1804 година четири албански военни части, състоящи се от 700 – 800 души всяка, окупират Скотина и Хоропан, а след няколко дни и Перишор и Църмариново. Негушани заемат пролома на Селската река, Грамени, Хондросугла, манастирите „Свети Йоан Предтеча Външни“ и „Свети Архангели“.
В средата на януари пристигат още три албански части, а в началото на март още пет, които заемат различни точки край града. Албанците не атакуват и чакат да свършат провизиите в града. Албанците са около 17 – 18 000, докато жителите на Негуш са 12 000 плюс около 1000 – 1500 души извън града, под командването на Ангел Гацо и Анастасиос Каратасос, които тормозят албанците в гръб. Надеждата за голяма плячка от богатия град привлича и много башибозук – гръцкоговорещи мюсюлмани валахади от Гревенско, българоговорещи помаци от Мъглен, турци коняри от Саръгьол.
До края на февруари март стават само малки сблъсъци, докато християнските водачи, които са извън града се опитват да внасят припаси в него. На 20 срещу 21 февруари албанците настъпват от всички позиции, но след размяна на изстрели се оттеглят. На 28 февруари албанският командир Исмаил Пашобей изпраща съобщение до негушани градът и Зафиракис да се предадат, но получава отрицателен отговор. От този ден албанците правят няколко опита да превземат града, които са отблъснати с много жертви. Каратасос и Гацо, които са извън градските стени често участват в тези сблъсъци, като поставят нападащите албанци между два огъня. В нощта на 30 срещу 31 март албанците атакуват стената на града при Алония, която там е тънка и ниска. Албанците се опитват с масирана стрелба да овладеят портата. Болният негушки командир Лазос Рамаданис излиза на стената и след 4 часова битка отваря вратата и с 30 души прави набег срещу нападателите. Албанците се оттеглят с много убити и ранени.
Постепенно припасите на града свършват и в него от юни започва глад. В края на юни обсадата става толкова жестока, че в града не пристигат никакви нови припаси. Зърното в града започва да се продава изключително скъпо – пшеницата се продава за 2,5 гроша за ока, а царевицата за 1,6 гроша.
Към глада се прибавя и липсата на вода. Мирчо от Лазарополе, работник в двореца на Али в Янина, но живял дълго време в Негуш и познаващ изворите на Арапица и водоснабдяването на града предлага на Али план за преграждане на реката със стена. Али прилага плана и реката е отклонена към северния поток Сясяк и към средата на юни в града започва да има недостиг на вода. Зафиракис обаче за четири дни успява да направи подземен тунел до водопада Стумбани и така отново докарва прясна вода в града.

## Предаване на града
При така създалата се обстановка, Зафиракис Теодосиу събира първенците на града и ги уведомява, че ще го напусне, тъй като проблемът е предимно личен. За преговори при Пашобей е изпратен търговецът и негов познат Теодорос Хадзихристос, а Теодосиу бяга към Енидже Вардар и оттам към Солун. Бягството е пазено в тайна, за да могат преговорите за завършат с успех. Пашобей гарантира, че няма да бъдат извършвани насилия и в града ще остане старата административната система с признаване на суверенитета на Али и с албански гарнизон. Пашобей иска и предаването на Зафиракис и последователите му и се разгневява като научава за бягството му, но в крайна сметка се съгласява на условията и са разменени тържествени беси.
На 4 август 1804 година при изгред Хадзихристос въвежда в града албанския гарнизон през портата на Батани, командван от Тахир Абас, шеф на полицията на Али паша. По-късно влизат и Пашобей и другите албански водачи. Всички открити в къщата на Зафиракис са арестувани и изпратени в Янина. Али паша установява 4000 гроша годишен данък.
Пашобей остава в града петнадесет дни и след като назначава за архонт противника на Зафиракис Мамандис Драгатас и оставя около 200 албанци като гарнизон в града, го напуска.